# Instituto Panruso de Investigación Científica de Física Experimental
El Instituto de Investigación Científica de Física Experimental Panruso (en ruso: Всероссийский Научно-Исследовательский Институт Экспериментальной Физики), es el primer centro de investigación del complejo industrial-militar de Rusia sobre armas nucleares situado en Sarov, una ciudad a unos 400 km al este de Moscú en la Unión Soviética después de la Segunda Guerra Mundial. En este centro se diseñaron las primeras bombas A y bombas H soviéticas, bajo la dirección política de Lavrenti Beria, y gracias a los mejores físicos de la época, como Ígor Kurchátov o Andréi Sájarov.

## Historia
El primer y más importante centro de investigación soviética sobre las armas nucleares, que se encuentra cerca de la ciudad de Sarov, al sur del óblast de Nizhni Nóvgorod, se inauguró oficialmente el 13 de abril de 1946.
Antes de recibir su nombre actual Centro Nuclear de la Federación Rusa - Instituto de Investigación Científica de Física Experimental Panruso (en ruso : Российский федеральный ядерный центр - Всероссийский научно-исследовательский институт зкспериментальной физики), cuyo acrónimo es RFYaTs-VNIIEF, con frecuencia abreviado VNIIEF, la instalación se conocía sucesivamente como Oficina del Volga, Oficina de diseño Nº 11 (КБ-11), Objeto No. 550, "Kremliov", "Centro 300, Moscú", Arzamás-75 y Arzamás-16.
Un segundo centro de investigación, Chelyábinsk-70, en la actualidad conocido como Instituto Panruso de Investigación Científica de Física Técnica o VNIITF (en ruso : Всероссийский научно-исследовательский институт технической физики ) se creó en 1955 en Snéjinsk, en el óblast de Cheliábinsk al sur de los Urales.
El primer director del KB-11 fue el general Pável Zernov (Павел Михайлович Зернов), exdirector de la fábrica de tanques T-34 en Gorki. Yuli Jaritón ( Юлий Борисович Харитон ) fue el principal responsable diseño y desarrollo, es el padre del desarrollo y fabricación de bombas nucleares de la Unión Soviética, incluyendo su primera bomba (RDS-1), probada en 1949, y su primera bomba H (RDS 37), probada en 1955. Contribuyó decisivamente a la desaparición del monopolio de Estados Unidos en armas nucleares.
La construcción de la primera sección, comenzada en mayo de 1946, se completó en el otoño del mismo año, las actividades de investigación comenzaron en la primavera de 1947. Luego se completó la construcción de un perímetro de seguridad y las instalaciones de control de acceso alrededor del área cerrada, de modo que el aislamiento total del sitio entró en vigencia en 1948.
Al iniciar el programa de desarrollo de armas nucleares, el nombre de la ciudad de Sarov fue reemplazado por el nombre en clave Arzamás-60, lo que indica su posición a 60 km de la ciudad de Arzamás. Para evitar que el sitio fuera fácilmente localizable, el calificador "60" fue reemplazado por "16". En 1947, la ciudad, ahora llamada Arzamás-16, desapareció de todos los documentos, mapas y estadísticas rusos oficiales. La existencia misma de la unidad administrativa y territorial cerrada (ZATO en ruso: образования Закрытые административно-территориальные) Arzamás-16 se mantuvo en secreto hasta 1994. Después de 1991 se llamó temporalmente Kremliov, y en 1995 la ciudad de Sarov recuperó su nombre original.

## Emplazamiento
La ciudad de Sarov (Arzamás-16), está situada a unos 60 km al suroeste de la ciudad de Arzamás. Y a menos de 400 km en línea recta de Moscú. La parte norte de la ciudad y su entrada principal se encuentra en el territorio de la óblast de Nizhni Nóvgorod, pero el sitio va mucho más allá del sur en el territorio de la República de Mordovia. La posición geográfica de la ciudad es de aproximadamente 54 ° 55 'N, 43 ° 20' E .
La ciudad, así como las instalaciones de investigación y producción, constituyen una "zona cerrada" aproximadamente hexagonal con un área de 232 km². La protección de esta zona está garantizada por varios dispositivos: primero una primera línea de vigilancia a unos 40 km del centro, luego, cerca de la ciudad, una barrera de alambre de púas doble controlada por patrullas del ejército, y finalmente, protecciones especiales por barreras o muros para áreas sensibles, particularmente aquellas que albergan materiales nucleares; Además, de patrullas en la ciudad con personal uniformado del Ministerio del Interior.
Además del VNIIEF propiamente dicho, el sitio alberga otras actividades relacionadas con las armas, incluida la planta de Avangard para el ensamblaje y el desmontaje de ojivas nucleares ubicadas en la parte occidental de la zona cerrada, así como un museo de la bomba atómica. El municipio de Sarov ocupa 29 km² y se encuentra en la parte norte del área cerrada, al sur del aeropuerto. El principal edificio administrativo de VNIIEF se encuentra cerca del antiguo monasterio de Sarov. Los bosques en el sur de la zona albergan varias áreas experimentales y de almacenamiento.

## Actividades
Desde el principio, la tarea básica del instituto, fue realizar investigación y desarrollo sobre armas nucleares y proporcionar apoyo científico para las armas nucleares soviéticas a lo largo de su ciclo de vida; desde el desarrollo la producción, el despliegue, el desmantelamiento y la liquidación. El alcance de las tareas de Arzamás-16 incluye la investigación en física teórica y física aplicada, diseño de cabezas nucleares, desarrollo de materiales especiales, ensayos nucleares y no nucleares, control de cargas nucleares desplegadas, y diagnóstico y resolución de problemas que surgen durante el desmantelamiento y el desmantelamiento de armas nucleares. VNIIEF lleva a cabo investigaciones teóricas y computacionales que conducen al desarrollo de prototipos de ojivas nucleares y desarrolla tecnologías para su producción en masa .
El VNIIEF se divide en departamentos y oficinas: científico-investigación NIO-1 y NIO-2 - realización de investigación teórica sobre física de armas nucleares, departamento de hidrodinámica NIO-3 responsable de los modelos informáticos de los procesos que suceden durante una explosión nuclear.
Forma parte del grupo Rosatom.